# Burkhard II. von Lützelstein
Burkhard von Lützelstein († 20. August 1418) war Propst vom Hochstift Straßburg und im Oktober 1393 Elekt von Straßburg unter der Herrschaft des römisch-deutschen Königs Wenzel und dem Pontifikat von Bonifatius IX. Als bloß gewählter Bischof stand er unverzüglich nach seiner Wahl in Konflikt mit dem offiziell vom Papst bestätigten Bischof Wilhelm II. von Diest. Er hat nie die priesterliche Weihe empfangen.

## Herkunft und Familie

Wappen Lützelstein

Wappen Haus Finstingen

Sein Vater hieß Vollmar. Seine Mutter war Adelheid von Finstingen und seine Schwester Weilburg heiratete den Grafen Friedrich von Geroldseck. Eine andere Schwester namens Margaretha, war Äbtissin zu Erstein.
Weil er das Erlöschen seines Geschlechtes befürchtete, erhielt er eine päpstliche Dispens, um in den weltlichen Stand zurückzutreten und heiratete zuerst Agatha von Hohenfeld im Jahre 1414. Als diese am 15. April 1415 gestorben war, vermählte er sich noch in demselben Jahr mit Gillette de Villersexel, Tochter des Grafen von La Roche en Montagne, Henry de Villersexel.
Er starb am 20. August 1418 und wurde im Chor der Kirche von Lützelstein begraben. Von seiner zweiten Gemahlin hinterließ er drei Kinder:
- Johanna, die sich im Jahre 1432 mit Franz La Palu, Graf von Laroche, verheiratete;
- Jacob
- Wilhelm

Pfalzgraf Friedrich beraubte die zwei Söhne ihrer lützelsteinischen Besitzungen im Jahre 1452 und ordnete an, das sie aus dem Elsass vertrieben wurden. Sie starben kinderlos, Jakob im Jahre 1456 und Wilhelm im Jahre 1460.
Mütterlicherseits stammte Burkhard aus dem lokal bedeutenden Geschlecht der Herren von Finstingen, einem Adelsgeschlecht aus Lothringen, aus dem andere Geistliche hohen Rangs hervorgingen wie der Metzer Domdechant Heinrich II. von Finstingen, der von 1260 bis 1286 Erzbischof und Kurfürst von Trier war.

## Leben und Wirken

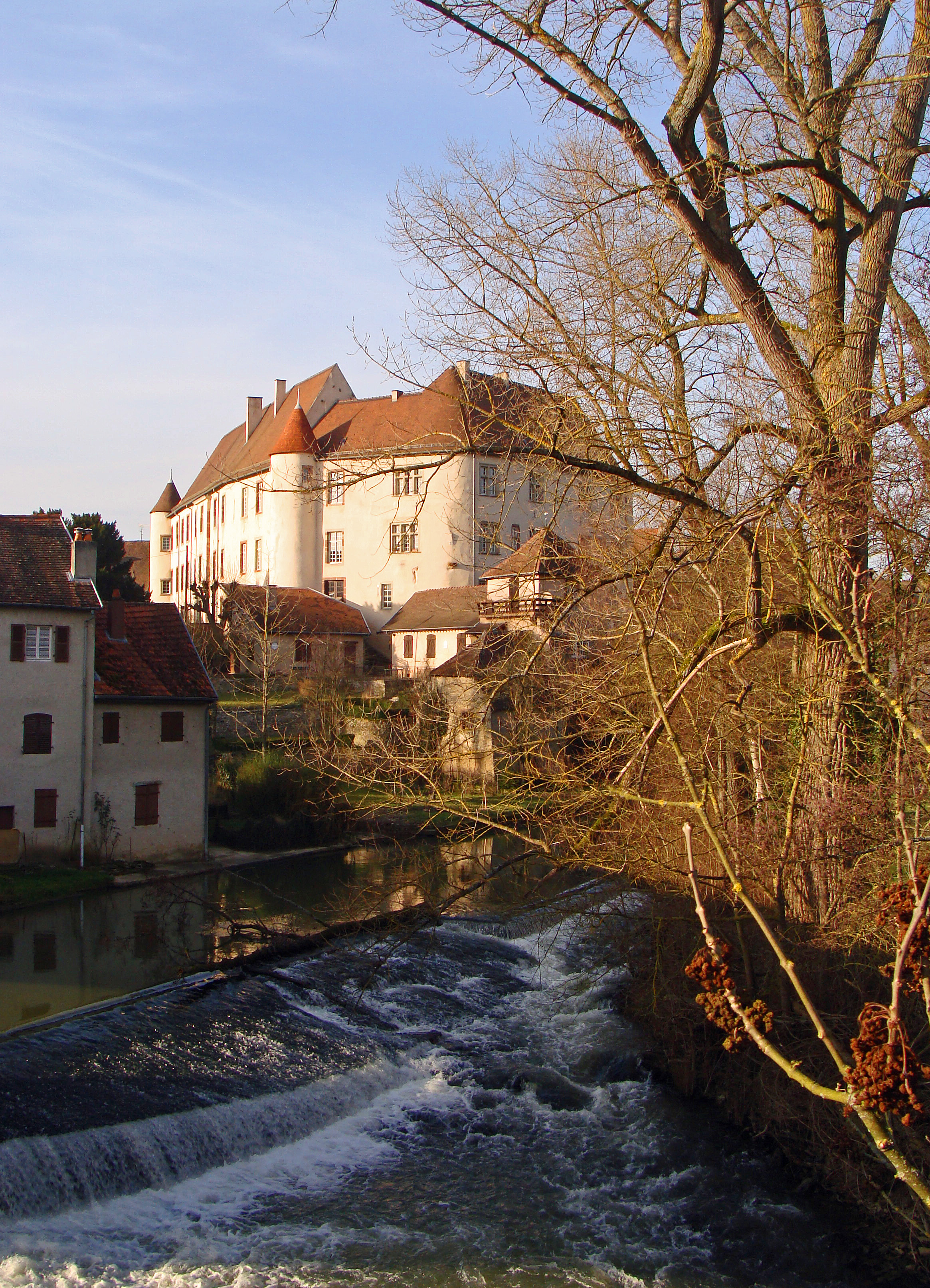
Schloss Fénétrange heute

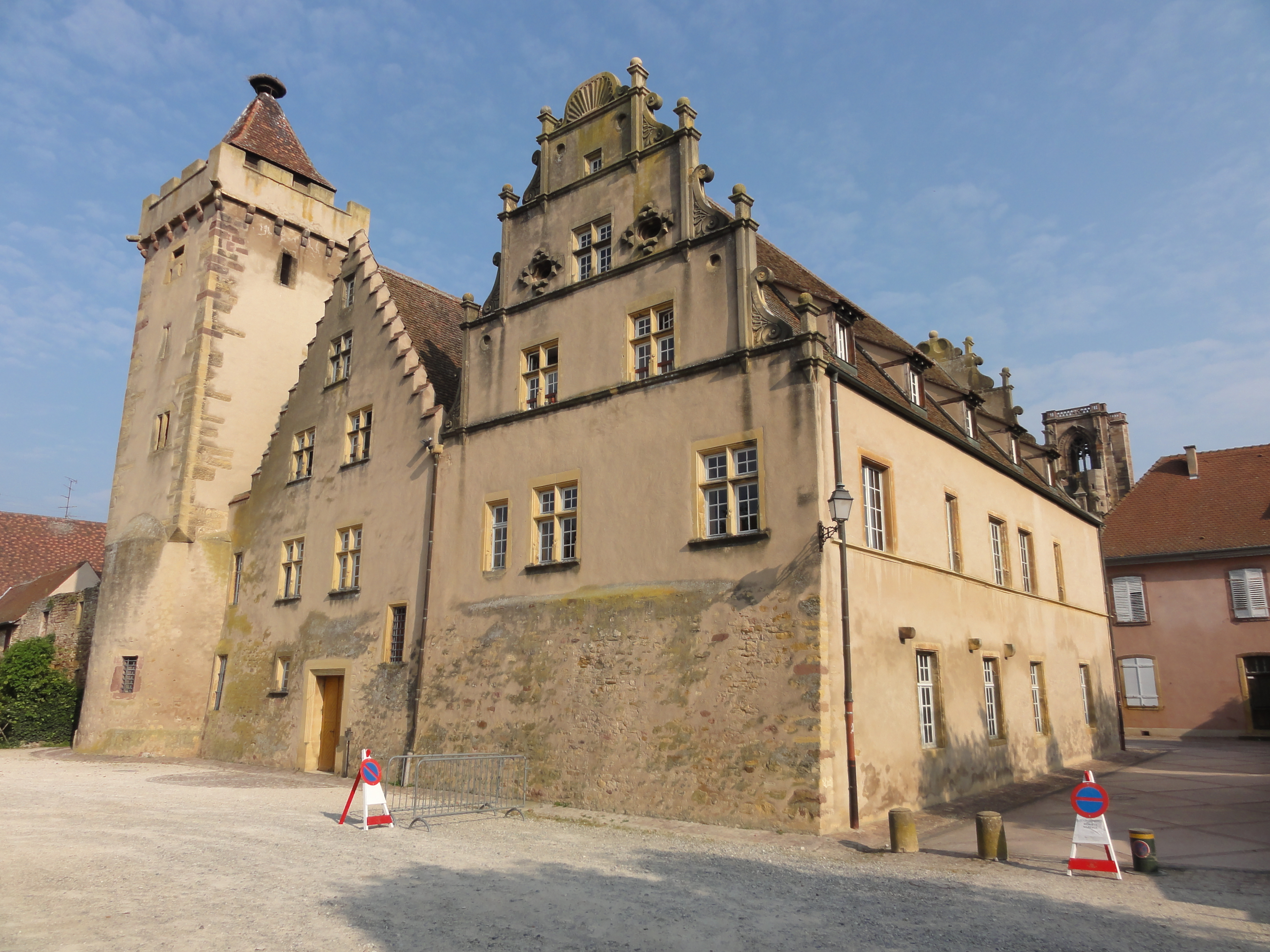
Rouffach - Obere Mundat, altes Rathaus

Weil die Stiftsherren von Straßburg durchaus den Bischof von Utrecht, Friedrich III. von Blankenheim, nicht anerkennen wollten, veranlassten sie eine andere Wahl, die auf den Dompropst Burkhard von Lützelstein fiel.
Graf Wilhelm von Diest, der vom Papst bestätigte Bischof, sah sich gezwungen, sein Recht mit den Waffen geltend zu machen. Die Straßburger nahmen Partei für ihn und verheerten das Tal von Andlau und die Dörfer, deren Herren von Andlau und Ratsamhausen Burkhard unterstützten. Der Papst hatte mittlerweile Burkhard exkommuniziert. Die Angelegenheit wurde 1394 durch einen Vertrag geschlichtet, laut welchem Burkhard sich zurückzog, unter der Voraussetzung jedoch, dass er lebenslang die Einkünfte der Stadt Rouffach und der oberen Mundat genießen durfte.
Aus Angst, später beraubt zu werden, ging Burkhard einen Vertrag mit König Ruprecht von der Pfalz ein, der ihm 1403 nebst dem vierten Teil der Einkünfte der Mundat, das Schloss Einartzhausen schenkte, an dessen Stelle der Pfalzgraf Georg Johann I. von Pfalz-Veldenz im Jahre 1570 die für die lokale Geschichte bedeutende Feste Pfalzburg nahe Finstingen zwischen Lothringen und Elsass bauen ließ.
Burkhard wirkte daher mehr als Propst von dem Domkapitel und Vorstand der Oberen Mundat wie sein Vorgänger Ludwig von Thierstein. Er blieb bloß ein umstrittener gewählter Bischof von Straßburg, also Elekt, weil seine Wahl vom amtierenden Papst nicht bestätigt wurde.